# Vladimir Mysjkin
Vladimir Semjonovitsj Mysjkin (Russisch: Владимир Семёнович Мышкин) (Kirovo-Tsjepetsk, 19 juni 1955) is een Sovjet-Russisch ijshockeykeeper.
Mysjkin won tijdens de Olympische Winterspelen 1984 de gouden medaille. In 1980 in de uiteindelijk beslissende wedstrijd tegen de Verenigde Staten verving Mysjkin Vladislav Tretjak en moest twee doelpunten incasseren waardoor de Sovjet-Unie genoegen moest nemen met zilver.
Mysjkin werd zesmaal wereldkampioen.